# Johannes Fragner
Johannes Fragner OSB (* 19. Mai 1963 in Graz als Hannes Fragner) ist ein österreichischer Ordenspriester. Seit 2020 ist er 8. Abt der Abtei Seckau. 

## Leben
Fragner wurde in Graz Don Bosco kirchlich sozialisiert. Er maturierte am Bundesgymnasium und Bundesrealgymnasium Oeversee und studierte anschließend bis 1989 an der Karl-Franzens-Universität Katholische Theologie. Seine Diplomarbeit beleuchtet die evangelischen Räte als biblisches Fundament des christlichen Ordenslebens.
Während seines Studiums entschloss sich Fragner 1987, in das Grazer Priesterseminar einzutreten. Nach seiner Priesterweihe durch Diözesanbischof Johann Weber folgten ab 1991 drei Kaplansjahre in der Pfarre Heiligenkreuz am Waasen und weitere drei Jahre in der Pfarre Fohnsdorf.
1997 endete Fragners Dienst als Diözesanpriester. Er wurde Novize in der Abtei Seckau, erhielt den Ordensnamen Johannes und legte 2002 die ewige Profess ab. Sein Priesteramt übte er ab 1999 als Kaplan und von 2003 bis 2017 als Pfarrer von Seckau aus. Nach dem altersbedingten Rücktritt von Johannes Gartner als Abt von Seckau (2000 bis 2010) wählte das Seckauer Konventkapitel Fragner im Juni 2010 für drei Jahre zum Prior-Administrator. In dieser Funktion leitete er die Abtei nach zweimaliger Wiederwahl insgesamt für 9 Jahre.
Am 10. März 2020 wurde Fragner unter dem Vorsitz von Abtpräses Albert Schmidt zum 8. Abt von Seckau gewählt. Diözesanbischof Wilhelm Krautwaschl spendete Fragner am 11. Juli 2020, dem Hochfest des Hl. Benedikt, die Abtsbenediktion und überreichte ihm die Pontifikalien. Sein Leitspruch „amore Christi“ (die Liebe Christi) ist aus der Benediktsregel 63,13 entnommen. Fragners Wappen bildet im Zentrum das Seckauer Kreuz, die Silhouette der Basilika auf der linken, einen Kelch mit dem Initial „J“ auf der rechten Seite.
2017 erfolgte unter Fragners Verantwortung die umfassende Innenrenovierung der Basilika im Hinblick auf das Jubiläum der Diözese Graz-Seckau.
Sein leiblicher Bruder Seraphim Fragner ist ebenfalls Mönch der Abtei Seckau.